# Histoires de robots
Histoires de robots est le deuxième volume de la première série de La Grande Anthologie de la science-fiction, paru en 1974.
Préfacé par Gérard Klein, l'ouvrage réunit dix-sept nouvelles publiées entre 1938 et 1965, c'est-à-dire représentatives de « l'âge d'or de la science-fiction ».

## Publications
- Gérard Klein (dir.), Histoires de robots, Le Livre de poche no 3764, 1974 (rééd. 1985)  (ISBN 2-253-00061-2)
- Une anthologie réduite a été rééditée en 1997 contenant les nouvelles 2, 5, 8, 10, 13 et 17 : Gérard Klein (dir.), Histoires de robots - Les maîtres de la science-fiction, Le Livre de poche no 7195, 1997, 128 p., 11 x 18 cm  (ISBN 2-253-07195-1)[1]

## Extrait de la préface
« S'il est, dans l'univers de la science-fiction, un thème à la fois ancien, techniquement peu vraisemblable, et populaire parce que porteur de nombreuses et lourdes connotations émotionnelles, c'est bien celui du robot. (…)

(…) dès l'Antiquité, le thème du robot est presque complètement exploité : serviteur habile, gardien indomptable mais obtus, susceptible parfois par sa beauté toute humaine ou plutôt surhumaine d'inspirer la passion, le robot — dans sa diversité même — a traversé les millénaires sans beaucoup changer et il serait fastidieux d'en énumérer les variations (…).
(…) Ainsi les robots sont-ils à la fois des êtres et des choses, condamnés à vivre en la présence physique de leurs dieux et créateurs, et déchus en leur absence, susceptibles de grandeur, mais seulement par procuration, porteurs de valeurs, mais uniquement de celles de quelqu'un d'autre, n'ayant même pas la ressource de désigner en l'homme une création de leurs angoisses, une projection de leurs espoirs, en un mot radicalement étrangers à eux-mêmes. (...)

(…) Au total, rationalisation pseudo-scientifique d'un mythe très ancien plutôt qu'élaboration d'un mythe neuf à partir d'un possible scientifique, le thème du robot nous paraît se situer un peu en marge de la genèse habituelle des thèmes de la science-fiction. Et peut-être a-t-il fait son temps, car après la grande floraison d'histoires des années trente à soixante, le robot ne se manifeste plus guère dans les œuvres issues des courants les plus récents de la littérature de science-fiction. »
— Extraits de la préface

## Nouvelles

### Un mauvais jour pour les ventes
- Titre original : A Bad Day for Sales.
- Nouvelle écrite par Fritz Leiber, initialement parue dans Galaxy Science Fiction no 32, juillet 1953.
- Situation dans le recueil : p. 27 à 36.

### Le Sixième Palais
- Titre original : The Sixth Palace.
- Situation dans le recueil : p. 37 à 53.
- Nouvelle écrite par Robert Silverberg, initialement parue dans Galaxy Magazine no 133, février 1965.

### L'Homme minimum
- Titre original : The Minimum Man.
- Situation dans le recueil : p. 55 à 98.
- Nouvelle écrite par Robert Sheckley, initialement parue dans Galaxy Science Fiction no 90, juin 1958.
- Résumé : Anton Perceveral n'a décidément pas de chance. Maladies, accidents et chômage semblent être son lot sur une Terre surpeuplée et hyper-compétitive. C'est pourquoi il est sélectionné pour tester la survie sur une nouvelle planète : si lui tient un an, n'importe qui pourra s'y établir. Cependant, pour que l'expérience soit valide, on lui adjoint un robot-aide... dont Perceveral réalise qu'il est là pour lui nuire au maximum.

### Boomerang
- Titre original : Boomerang.
- Situation dans le recueil : p. 99 à 120.
- Nouvelle écrite par Eric Frank Russell, initialement parue dans Fantastic Universe, août-septembre 1953.
- Résumé : les savants Speidel et Wurmser ont créé un robot-assassin parfait, totalement anodin d'aspect, mais capable, grâce à un bistouri à rayons X, de causer des AVC à ses cibles. Le général Kluge lui assigne une liste de cinq victimes expérimentales. Le robot s'exécute à la perfection. Cependant, à son retour, il annonce à ses créateurs que sa programmation étant de s'attaquer à quiconque détient un pouvoir important, il devrait détruire ses créateurs, mais comme cela lui est interdit, il préfère s'autodétruire… en les emmenant avec lui.

### Menteur!
- Titre original : Liar !.
- Situation dans le recueil : p. 121 à 146.
- Nouvelle écrite par Isaac Asimov, traduite de l'anglais par Pierre Billon, initialement parue dans  Astounding Science Fiction no 126, mai 1941.

### Cure de jouvence
- Titre original : A pound of cure.
- Situation dans le recueil : p. 147 à 161.
- Nouvelle écrite par Lester del Rey, initialement parue dans Star science fiction stories no 2, 1953.
- Résumé : dans une société ravagée par la névrose, Henry préfère cacher à sa femme Maryl, si fragile, que leur fils Jimmy se remet d'une terrible chute. Pour cela, il obtient du docteur Broderick qu'un petit robot soit déguisé en Jimmy. Le plan fonctionne, mais trop bien : Maryl finit par décider que le robot est son enfant chéri. Henry doit se résoudre à ce qu'elle subisse un effacement mémoriel et démarre une nouvelle vie dans une autre ville. Il pense que tout a bien marché… jusqu'au jour, par accident, il appelle son ancien domicile et y découvre sa femme avec le robot. Il comprend qu'il a avec lui le vrai Jimmy… et une mère-robot parfaite.

### À la recherche de Saint Aquin
- Titre original : The quest for saint Aquin.
- Situation dans le recueil : p. 163 à 190.
- Nouvelle d’Anthony Boucher, initialement parue dans New tales of space and time, novembre 1951.

### Châtiment sans crime
- Titre original : Punishment without crime.
- Situation dans le recueil : p. 191 à 203.
- Nouvelle de Ray Bradbury

### Septembre avait trente jours
- Titre original : September had thirty days.
- Situation dans le recueil : p. 205 à 228.
- Nouvelle de Robert F. Young, initialement parue dans The Magazine of Fantasy & Science Fiction no 77, octobre 1957.
- Résumé : Fatigué de l'univers fade de sa banlieue bourgeoise, symbolisé par des voitures-jouets et par une télévision qui ne connaît plus que la révision des grands classiques (Roméo et Juliette, Antigone, L'Iliade, etc) et leur transformation en westerns, Danby décide sur un coup de tête d'acheter une androïde-institutrice, nommée Miss Jones par le fabricant. Il retrouve en elle la maîtresse d'école de son enfance, ainsi que le sérieux et la rigueur d'un enseignant. Il retrouve alors une liberté de pensée oubliée, mais son épouse Laura et ses deux enfants acceptent mal cette intrusion dans leur vie trop bien réglée et aseptisée. Contraint de revendre l'androïde à la baraque à hot-dogs locale, Danby s'y fait embaucher pour passer ses soirées avec Miss Jones, devenue serveuse dans ce snack. Et cela va être l'occasion pour Danby de retrouver la saveur ancienne des jours heureux et celle des mois de septembre de jadis, après un été trop long et futile.

### Hélène O'Loy
- Titre original : Helen O’Loy.
- Situation dans le recueil : p. 229 à 247.
- Nouvelle de Lester del Rey.
- Distinction : proposée au prix Hugo de la meilleure nouvelle courte 1939, sans recevoir la distinction (nouvelles proposées en 2014).

### Brikol'âge
- Titre original : How-2.
- Situation dans le recueil : p. 249 à 304.
- Auteur : Clifford Simak

### L'Androïde assassin
- Situation dans le recueil : p. 305 à 335.
- Nouvelle écrite par Alfred Bester, initialement parue dans The Magazine of Fantasy & Science Fiction no 39, août 1954.

### L'Artiste et son œuvre
- Titre original : Art-work.
- Situation dans le recueil : p. 337 à 360.
- Nouvelle écrite par James Blish, initialement parue dans Science Fiction Stories, juillet 1956.
- Résumé : Richard Strauss est ramené à la vie en l'an 2161 pour composer de nouvelles œuvres, et surtout pour attester du génie du psi-sculpteur Kris. Strauss s'adapte difficilement à sa nouvelle époque, mais finit par retrouver un peu d'inspiration pour un opéra. A l'issue de la première, le docteur Kris lui révèle, devant la foule admirative, qu'il n'est pas Strauss, mais un anonyme qu'il a doté de son génie. Strauss s'efface avec une dernière pensée de défi.

### Le Tunnel sous l'Univers
- Titre original : The Tunnel under the World.
- Situation dans le recueil : p. 361 à 402.
- Nouvelle écrite par Frederik Pohl, initialement parue dans Galaxy Science Fiction no 50, janvier 1955.
- Intrigue : le héros de la nouvelle découvre que les habitants de sa ville vivent en boucle la même journée du 15 juin, durant laquelle on teste des campagnes publicitaires expérimentales et souvent outrancières. Il trouve le responsable de la conspiration et exige la libération de ses concitoyens. Une surprise de taille l'attend

### Le Gardien du savoir
- Titre original : It Takes a Thief. Autre titre : Big Joe and the 9th generation.
- Situation dans le recueil : p. 403 à 433.
- Nouvelle de Walter M. Miller, Jr, initialement parue dans If no 2, mai 1952.
- Résumé : Sur la planète Mars colonisée, dans un futur lointain, le savoir technologique s'est fragmenté et dissous au point de devenir l'apanage des nobles et des riches. La nouvelle commence par le châtiment infligé à Asir, « voleur de savoir » qui ignore la peine prononcée. Tant qu'il n'aura pas demandé l'exécution de la peine, il restera enchaîné à son poteau. Fatigué d'attendre, se forçant à demander au bourreau l’exécution de la peine, il apprend qu'il est condamné au bannissement à perpétuité. Aidé de Mara qui l'aime et qu'il aime, il ne fuit pas la contrée mais au contraire rejoint la crypte interdite sur laquelle veille Big Joe — un robot monstrueux, gardien intraitable d'un savoir inconnu. Asir parvient à déjouer la méfiance du robot et se comporte comme un des « technologues » de l'ancien temps. Ayant compris que le robot n'était qu'un être mécanique et non un dieu jaloux, l'ayant dompté et découvert que la salle gardée n'était qu’une « salle de savoir » parmi de nombreuses autres, et qu'il faudra assimiler pièce après pièce le savoir accumulé dans ces lieux, il retourne avec Mara à la ville pour offrir à sa communauté le secret qu'il vient de découvrir. Et le plus amusant dans l'affaire, c'est que les chefs du village vont devenir, à leur tour, des « voleurs de savoir » !

### Instinct
- Titre original : Instinct.
- Situation dans le recueil : p. 435 à 455.
- Nouvelle de Lester del Rey, initialement parue dans Astounding Science Fiction no 254, janvier 1952.
- Résumé : le docteur-robot Sentrois et son équipe viennent de faire une découverte sensationnelle, un ancien robot-médecin grâce auquel ils vont pouvoir recréer le génome humain et ainsi ramener à la vie leurs créateurs. L'équipe peut ainsi cloner un couple d'humains et les faire grandir en accéléré. Cependant, une fois adolescents, les humains arrachent leur équipement et semblent vouloir vivre par eux-mêmes. Sentrois réalise alors que son propre instinct le pousse à les satisfaire.

### Amnésie
- Titre original : Lost Memory.
- Situation dans le recueil : p. 457 à 473.
- Nouvelle écrite par Peter Phillips.

### Dictionnaire des auteurs
- p. 475 à 483.